# Dolenice
Dolenice (en allemand : Tullnitz) est une commune du district de Znojmo, dans la région de Moravie-du-Sud, en République tchèque. Sa population s'élevait à 140 habitants en 2020.

## Géographie
Dolenice se trouve à 6 km au sud-est de Miroslav, à 24 km à l'est-nord-est de Znojmo, à 37 km au sud-ouest de Brno et à 191 km au sud-est de Prague.
La commune est limitée par Miroslav au nord, par Damnice au nord, à l'est et au sud-est, Břežany au sud, et par Mackovice à l'ouest.

## Histoire
La première mention écrite du village date de 1046.